# Bahnhof Feldafing
Der Bahnhof Feldafing ist ein S-Bahn-Haltepunkt in der oberbayerischen Gemeinde Feldafing. Er besitzt zwei Bahnsteiggleise. Der Bahnhof liegt an der Bahnstrecke München–Garmisch-Partenkirchen.

## Geschichte
Im Jahr 1854 wurde eine Bahnstrecke von München nach Starnberg eröffnet. Am 1. Juli 1865 wurde mit der Verlängerung der Bahnstrecke nach Weilheim der Bahnhof Feldafing eröffnet. 1902 wurde die Bahnstrecke zweigleisig ausgebaut. Seit dem Jahr 1972 wird der Haltepunkt nur noch von Zügen der S-Bahn München bedient.

### Empfangsgebäude
Er wurde 1865 im Stil der Maximilianszeit nach Plänen des Bezirksingenieurs der Königlich Bayerischen Staats-Eisenbahnen Georg Dollmann an der Bahnstrecke München–Garmisch-Partenkirchen errichtet.
Dollmann schuf ein zweigeschossiges Empfangsgebäude mit Flachwalmdach aus unverputztem Backstein. Es sollen die Steine, die für das Schloss im Park gedacht waren, verwendet worden sein. Flankiert wird das Hauptgebäude von zwei symmetrischen Pavillons mit Verbindungsflügeln zum Hauptbau. Im Erdgeschoss des Hauptbaus befanden sich eine Schalterhalle, eine Expedition und eine Wartehalle für allerhöchste Herrschaften. In den Nebengebäuden waren ein Wartesaal für die 1. Klasse, einer für die 2. Klasse und ein weiterer für die dritte Klasse vorhanden. Im Obergeschoss befanden sich die Wohn- und Diensträume für die Bahnbediensteten und den Stationsvorsteher. Vor dem Empfangsgebäude am Hausbahnsteig ist ein Bahnsteigdach vorhanden. Außen gliedern Elemente aus Haustein und klassizistische Details die Fassade des Gebäudes.
Das Empfangsgebäude steht unter Denkmalschutz. Seit 2013 dient es als Rathaus der Gemeinde.

## Verkehr und Infrastruktur
Derzeit ist der Haltepunkt eine Station der Linie S 6 der S-Bahn München.
Die beiden Seitenbahnsteige im Bahnhof Feldafing sind 211 Meter lang und 76 cm hoch.
| Linie | Verlauf | Taktfrequenz    |
| ----- | --- | --------------- |
| S6    | Tutzing – Feldafing – Possenhofen – Starnberg – Starnberg Nord – Gauting – Stockdorf – Planegg – Gräfelfing – Lochham – Westkreuz – Pasing – Laim – Hirschgarten – Donnersbergerbrücke – Hackerbrücke – Hauptbahnhof – Karlsplatz (Stachus) – Marienplatz – Isartor – Rosenheimer Platz – Ostbahnhof – Leuchtenbergring – Berg am Laim – Trudering – Gronsdorf – Haar – Vaterstetten – Baldham – Zorneding – Eglharting – Kirchseeon – Grafing Bahnhof – Grafing Stadt – Ebersberg | 20-Minuten-Takt |